# Oxytropis alajica
Oxytropis alajica là một loài thực vật có hoa trong họ Đậu. Loài này được Drobow miêu tả khoa học đầu tiên.